# نهر شيكسنا
شيكسنا (بالروسية: Шексна́)‏ هو نهر يقع في مقاطعات بيلوزيرسكي وكيريلوفسكي وشيكسينينسكي وتشيريبوفيتس من منطقة فولوغدا في روسيا. يعتبر أحد روافد نهر الفولغا الأيسر. يبلغ 139 كيلومتر (86 ميل) ومساحة حوضه 19,000 كيلومتر مربع (7,300 ميل2).
وفقًا لمعجم ماكس فاسمر، فإن أصل اسم النهر غير واضح، لكنه قد يكون مشتقا من اللغات الفينية البلطيقية، وتعني «نقار الخشب»، أو أكثر تحديدًا «نقار الخشب المرقط». تمت تسمية مستوطنة شيكسنا وشيكسنينسكي من النمط المدني على اسم النهر.
يقع منبع نهر شيكسنا في الطرف الجنوبي الشرقي من بحيرة بيلوي.
يتألف حوض نهر شيكسنا من مناطق شاسعة في الغرب وفي الشمال الغربي من إقليم فولوغدا، بما في ذلك أجزاء من مقاطعات فيتيغورسكي وفاشكينسكي وكيريلوفسكي وبيلوزرسكي وتشكسنينسكي وتشيريبوفيتسكي، فضلاً عن مناطق ثانوية في منطقة كارغوبولسكي في إقليم أرخانجيلسك. تشمل هذه المنطقة مدينتي كيريلوف وبيلوزيرسك، بالإضافة إلى مستوطنة تشيوبسارا الحضرية وقرية ليبين بور، المركز الإداري لمنطقة فاشكينسكي.
يعد شيكسنا جزءًا من ممر فولغا - البلطيق المائي، ويستخدم في كل من الرحلات البحرية وحركة الشحن. تتصل كل من قناة دفينا الشمالية، التي تربط أحواض نهر الفولغا ودفينا الشمالية عبر بحيرة كوبنسكوي، وقناة بيلوزرسكي، التي تتجاوز بحيرة بيلوي، بنهر شيكسنا.

## روابط خارجية
- [ru:Река Шексна] (بالروسية). State Water Register of Russia https://web.archive.org/web/20201116200442/http://textual.ru/gvr/index.php?card=175524. Archived from the original on 2020-11-16. Retrieved 2011-11-25. {{استشهاد ويب}}: |trans-title= بحاجة لـ |title= أو |script-title= (help) and |مسار أرشيف= بحاجة لعنوان (help)